# Vasilij IV av Ryssland
Vasilij IV av Ryssland eller Vasilij Sjujskij (Ryska: Василий IV Иванович Шуйский), född 1552, död 12 september 1612, var den siste ryske tsaren av Rurikdynastin (inte av huvudlinjen) och regerade mellan 1606 och 1610. 

## Biografi
Född knjaz Vasilij Vasilijevitj Sjujskij och ättling till furstarna av Nizjnij Novgorod, var han en av de ledande bojarerna under Fjodor I och Boris Godunov. I alla hovintrigerna agerade oftast Vasilij och hans yngre bror Dmitrij Sjujskij tillsammans.
På hemligt uppdrag av tsar Boris for han till Uglitj för att undersöka Dimitrij Ivanovitjs död. Denne var Ivan den förskräckliges son, som sannolikt hade mördats i Uglitj, möjligen av Boris bulvaner. Sjujskij rapporterade att det rörde sig om ett självmord; men vid Boris död och hans sons Fjodor II:s kröning ändrade han sin utsaga för att vinna gunst hos den falske Dmitrij. Detta var en bidragande orsak till mordet på den unge Fjodor.
Sjujskij konspirerade sedan mot den falske Dimitrij och såg till att han dog (maj 1606), också då genom att förkunna att den sanne Dimitrij hade blivit dräpt och att den regerande tsaren var ovärdig tronen. Sjujskijs bundsförvanter utropade honom till tsar 19 maj 1606. Han regerade till 19 juli 1610, men erkändes inte av breda befolkningslager. Till och med i Moskva hade han föga auktoritet, och avsattes inte främst eftersom de dominerande bojarerna inte hade någon annan att ersätta honom med.
Endast med den populäre fursten Michail Skopin-Sjujskij, som ledde Vasilijs här och utkämpade hans fältslag, och soldater från Sverige, vars medhjälp Vasilij köpte med avträdandet av ryska territorier, kunde han hålla sig kvar på tronen. 1610 avsattes han av sina forna bundsförvanter furstarna Vorotynskij och Mstislavskij, blev munk, och togs sedan som krigsfånge till Warszawa av den polske hetmanen, Stanisław Żółkiewski. Han dog 1612 som fånge på slottet i Gostynin nära Warszawa.